# 素晴らしき人生
「素晴らしき人生」（すばらしきじんせい）は、日本のロックバンド、ザ・コレクターズ(THE COLLECTORS)の6枚目のシングルである。

## 概要
1995年に発売された「Good-bye」に続く、同年2作目のシングル。ザ・コレクターズのTRIAD在籍時の発売曲をまとめたベスト・アルバム『GOLD TOP -THE BEST OF THE COLLECTORS-』と同時に発売され、表題曲「素晴らしき人生」が同アルバムに収録された。
2004年にリマスタリングされたアルバム『Free』の再発盤には、表題曲に加えB面の「ミッドナイト・レインボー」も収められた。

## 収録曲
- 全作詞・作曲：加藤ひさし

1. 素晴らしき人生
ゲスト・コーラス：真城めぐみ（ヒックスヴィル）[1]
2. ミッドナイト・レインボー
『Free』の再発盤にてアルバム初収録。
3. 素晴らしき人生（オリジナル・カラオケ）

## 収録作品
- GOLD TOP - The Best Of The Collectors（#1）
- Free (+2)※紙ジャケット再発盤（#1,#2）
- RETROSPECTIVE（#2）